# Marija Horochowśka
Marija Kindratiwna Horochowśka (ukr. Марія Кіндратівна Гороховська; ur. 17 października 1921 w Eupatorii, zm. 7 lipca 2001 w Tel-Awiwie) – ukraińska gimnastyczka, reprezentantka ZSRR, medalistka olimpijska z Helsinek.

## Sukcesy
| Rok  | Zawody               | Miasto   | Miejsce | Konkurencja            |
| ---- | -------------------- | -------- | ------- | ---------------------- |
| 1952 | Igrzyska olimpijskie | Helsinki | 1       | Wielobój indywidualnie |
| 1952 | Igrzyska olimpijskie | Helsinki | 1       | Wielobój drużynowo     |
| 1952 | Igrzyska olimpijskie | Helsinki | 2       | Ćwiczenia wolne        |
| 1952 | Igrzyska olimpijskie | Helsinki | 2       | Poręcze                |
| 1952 | Igrzyska olimpijskie | Helsinki | 2       | Równoważnia            |
| 1952 | Igrzyska olimpijskie | Helsinki | 2       | Skok                   |
| 1952 | Igrzyska olimpijskie | Helsinki | 2       | Przybory drużynowo     |
| 1954 | Mistrzostwa świata   | Rzym     | 1       | Wielobój drużynowo     |
| 1954 | Mistrzostwa świata   | Rzym     | 3       | Ćwiczenia wolne        |